# 弥涅耳瓦迎战马尔斯

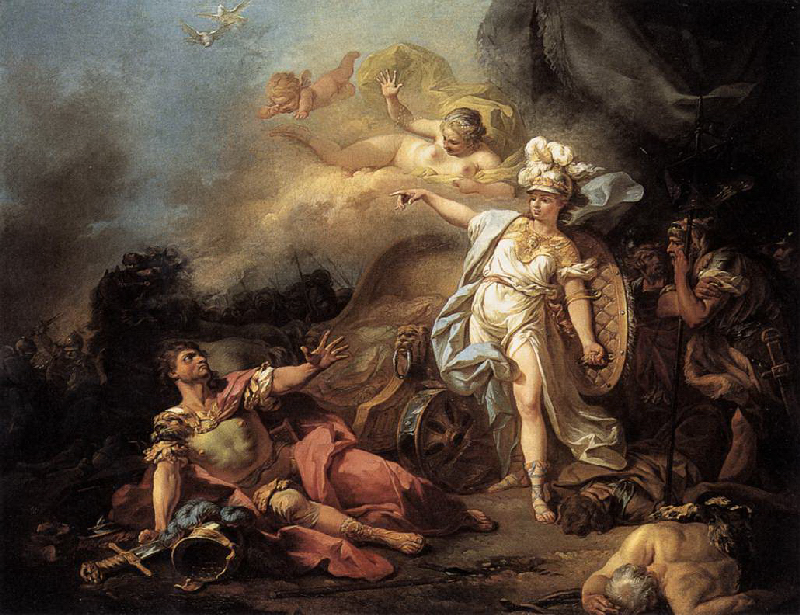

弥涅耳瓦迎战马尔斯（法语：Combat de Mars contre Minerve；英语：Minerva Fighting Mars）是法国艺术家雅克-路易·大卫的一幅画作，创作于1771年，现藏于巴黎卢浮宫。

## 历史
大卫创作这幅画，是为了争夺1771年的罗马大奖 - 他和其他七位竞争者要在10周内，完成画一幅新作品的任务，这一年的规定主题是《伊利亚特》。大卫当时输给了约瑟夫-贝诺埃特·苏威。1774年第四次参赛，最终以《埃拉西斯特拉图斯发现安条克的病因》获胜。